# Nils Broander
Nils Johan Broander, född 30 april 1868 i Rone församling, Gotlands län, död 22 juli 1951 i Visby, var en svensk lantbrukare och riksdagsman.
Broander var ledamot av andra kammaren i Sveriges riksdag 1903–1905 samt 1921 då han tillhörde högerpartiet. Han är begravd på Södra kyrkogården i Visby.